# 多拉
多拉（Dhola），是印度古吉拉特邦Bhavnagar县的一个城镇。总人口8049（2001年）。

## 人口
该地2001年总人口8049人，其中男性4197人，女性3852人；0—6岁人口1093人，其中男600人，女493人；识字率67.04%，其中男性为75.41%，女性为57.92%。

## 历史
多拉是索拉斯特拉半岛上戈希尔瓦德的众多邦之一，只包括村庄。在英国统治时期，由殖民时期的东卡提亚瓦机构负责管理。1901年，它只包括一个村庄，有261人，国家收入为1800卢比（1903-4年，全部来自土地），向Gaikwar Baroda邦和Junagadh邦缴纳了384卢比的贡金。

## 地理环境
多拉位于北纬21.88度，东经71.78度，平均海拔为56米（183英尺）。
多拉是Bhavnagar邦铁路的一个枢纽。